# نیوتا پتوراج
نیوتا پتوراج (به انگلیسی: Nivetha Pethuraj) (زاده ۳۰ نوامبر ۱۹۹۱) بازیگر هندی است.
از کارهای معروف او می‌توان به بازی در فیلم‌های تیک تیک تیک، جایی در ویکنتاپورام و بو اشاره کرد.